# Tehei
Tehei /tehej/ est un prénom d'origine polynésienne. Il peut être masculin comme féminin. Il est aussi porté comme patronyme.

## Étymologie
Tehei peut se traduire par La Couronne. Il trouve son origine dans l’expression poétique tahitienne Te-hei-arii-ura-tea qui signifie « La couronne royale de plumes blanches » et il en reprend les deux premiers mots te  qui signifie l’article le ou la, et hei qui signifie couronne,.

## Littérature
Dans La Croisière sur le Snark, Jack London navigue dans les mers du Sud avec son ami Tehei de Bora-Bora dont la compagnie lui inspire Le Païen.